# Phép thuật tự nhiên
Trong bối cảnh phép thuật thời kỳ Phục Hưng, ma thuật tự nhiên hay ma thuật nguyên tố là một phần của ma thuật mà liên quan trực tiếp đến các nguyên tố tự nhiên, trái ngược với phép thuật nghi lễ liên quan đến việc triệu hồi linh hồn.
Ma thuật tự nhiên được định nghĩa theo cách này, bao gồm chiêm tinh, giả kim, và các chuyên ngành mà ngày nay được xem là các lĩnh vực khoa học tự nhiên, như thiên văn học và hóa học (tại thời điểm đó không có khái niệm tách ra từ chiêm tinh và giả kim) hoặc thực vật học (herbology). Ngoài ra, phép thuật tự nhiên còn có thể hiểu là triết học Bắc Âu cổ.
Heinrich Cornelius Agrippa thảo luận về phép thuật tự nhiên trong tác phẩm Three Books of Occult Philosophy (1533) của ông, trong đó, ông gọi khái niệm này "không gì khác ngoài sức mạnh cao nhất của khoa học tự nhiên".

## Nguyên tố
Theo quan điểm của con người thời kỳ Phục Hưng, các nguyên tố tạo nên vũ trụ. Phép thuật tự nhiên bao gồm các nguyên tố:
- Thổ: là loại phép thuật điều khiển đất.
- Thủy: là loại phép thuật điều khiển nước.
- Phong: là loại phép thuật điều khiển gió.
- Hỏa: là loại phép thuật điều khiển lửa.

Trong đó, Thủy mạnh hơn Hỏa, Hỏa mạnh hơn Phong, Phong mạnh hơn Thổ, Thổ mạnh hơn Thủy, lặp đi lặp lại thành một vòng tuần hoàn.
Trong các tác phẩm giả tưởng, ngoài bốn nguyên tố cơ bản thì còn có các nguyên tố phụ, các nguyên tố phụ này có thể bắt nguồn từ một trong bốn đại nguyên tố cơ bản hoặc là sự kết hợp giữa hai nguyên tố cơ bản mà tạo thành, các nguyên tố phụ thường thấy bao gồm:
- Dung nham (Lava): là nhánh nguyên tố bắt nguồn từ nguyên tố lửa, hoặc là sự kết hợp giữa hai nguyên tố lửa và đất.
- Sấm chớp (Thunder) hoặc Bão tố (Storm): là nhánh nguyên tố bắt nguồn từ nguyên tố gió, hoặc là sự kết hợp giữa hai nguyên tố gió và lửa.
- Cây cỏ (Grass) hoặc Thực vật (Plant): là nhánh nguyên tố bắt nguồn từ nguyên tố đất, hoặc là sự kết hợp giữa hai nguyên tố đất và nước.
- Băng giá (Ice): là nhánh nguyên tố bắt nguồn từ nguyên tố nước, hoặc là sự kết hợp giữa hai nguyên tố nước và gió.

Ngoài bốn nguyên tố phân nhánh bên trên, còn có hai nguyên tố tách biệt không được bắt nguồn từ bốn nguyên tố cơ bản, bao gồm:
- Ánh sáng (Light): Là một nguyên tố không bắt nguồn tứ bốn nguyên tố cơ bản, ánh sáng là nguyên tố đối lập với bóng tối.
- Bóng tối (Darkness): Là nguyên tố đối lập của ánh sáng và không bắt nguồn tứ bốn nguyên tố cơ bản.

Khái niệm Thập đại nguyên tố là sự kết hợp của bốn nguyên tố cơ bản và các nguyên tố phụ bên trên.